# 山东水利职业学院
山东水利职业学院是中国山东省日照市的一所公立专科层次高等院校。学校创建于1958年，其前身是山东省水利学校，后更名山东省水利机电学校。2002年升格为山东水利职业学院，2004年搬迁至日照。是山东省内以水利为特色的专业型院校。